# Sinfonía n.º 6 (Shostakóvich)

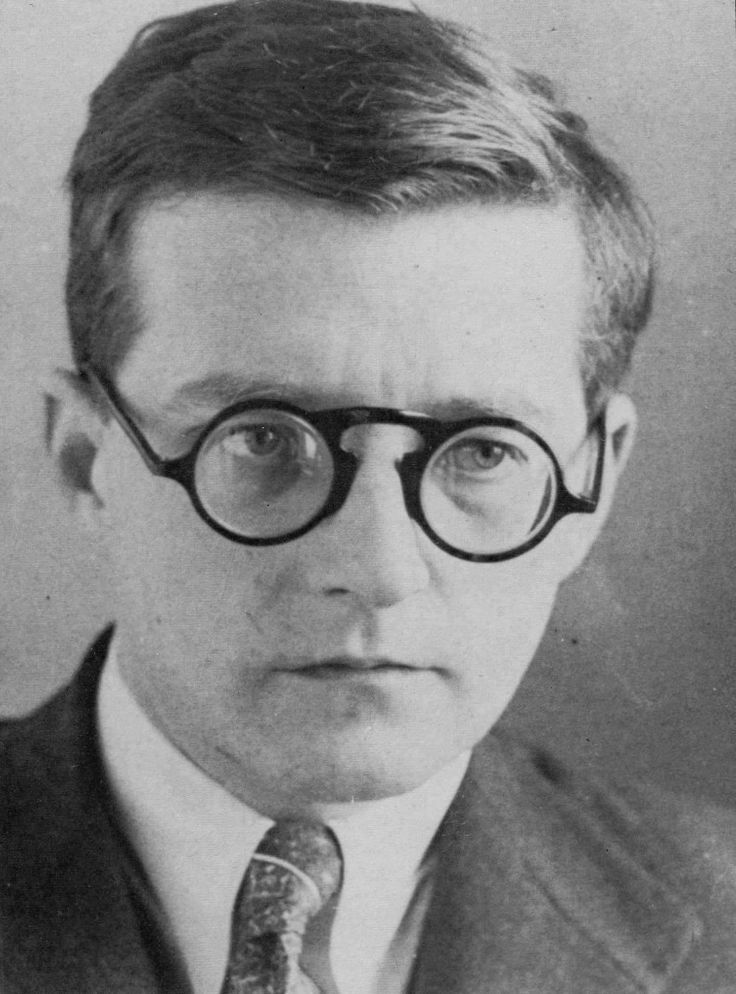
Shostakóvich antes de 1941.

La Sinfonía n.º 6 en si menor, Op. 54 fue compuesta por Dmitri Shostakóvich en 1939.

## Historia

### Contexto
En la época durante la que Shostakóvich escribió esta sinfonía, en 1939, el ambiente artístico de la Rusia soviética se encontraba en un estado de transición. Aunque la censura gubernamental seguía siendo omnipresente, se animaba a los compositores a escribir propaganda antialemana, al menos hasta el periodo del Pacto Ribbentrop-Mólotov nazi-soviético. Cuando Alemania invadió el país los jefes culturales soviéticos se vieron obligados a centrar su atención en la guerra y la música antialemana volvió a ponerse de moda.

### Composición
La composición de este opus se completó en septiembre de 1939. A finales de septiembre del año anterior el propio compositor anunció que estaba ansioso por emprender la creación de una gran sinfonía coral para solistas, coro y orquesta sobre la figura de Lenin, basada en el poema "Vladimir Ilyich Lenin" de Vladímir Mayakovski. Sin duda se sintió obligado a escribir música patriótica -o a prometer que lo haría-, puesto que ya había provocado la ira de los censores del partido con su ópera Lady Macbeth de Mtsensk, prohibida en 1936. Pero la sinfonía sobre Lenin no llegaría a materializarse hasta 22 años más tarde, con su Sinfonía n.º 12 (1960-1961).
Al acometer la labor se encontró con dificultades prácticas, debido al carácter declamatorio del poema. Posteriormente intentó sin éxito introducir en la obra otros textos sobre Lenin. Su decisión de abandonar la idea de componer una Sinfonía Lenin en lugar de su Sinfonía n.º 6, puramente instrumental, probablemente tuvo algo que ver con el temor de que si una obra tan patriótica era recibida con poco entusiasmo por los funcionarios de arte del partido, podría acabar en un campo de trabajo o en un cementerio con algunos de sus colegas menos afortunados. Tal vez intuyó que Stalin no quería toda la gloria y la atención de la revolución atribuida a Lenin y por ello decidió mantenerse alejado de la idea por el momento.
En enero de 1939 en una entrevista radiofónica habló de algunos aspectos de su nueva composición, sin hacer ninguna referencia a Lenin o a ninguna otra asociación extramusical. Tampoco se mencionó nada acerca de solistas ni coro. Sobre ella, Shostakóvich comentó en la prensa:

«El carácter musical de la Sexta Sinfonía será diferente del estado de ánimo y el tono emocional de la Quinta Sinfonía, en la que eran característicos los momentos de tragedia y tensión. En mi última sinfonía, predomina la música de tipo contemplativo y lírico. Quería transmitir en ella el estado de ánimo de la primavera, la alegría, la juventud.»

### Estreno
El estreno de la obra se celebró el 21 de noviembre de 1939 en Leningrado con la interpretación de la Orquesta Filarmónica de Leningrado bajo la dirección de Yevgueni Mravinski en la Gran Sala de la Filarmónica de Leningrado. Exactamente dos años después del estreno de su Sinfonía n.º 5, estrenó la siguiente en el mismo lugar y con los mismos intérpretes. En la misma sesión se interpretó el Poema romántico para violín y orquesta de Valeriy Zhelobinsky. El 3 de diciembre de 1939 se llevó a cabo la primera interpretación de esta sinfonía en Moscú, pero el compositor no pudo asistir y se limitó a escuchar la retransmisión de la misma por la radio.

## Instrumentación
La partitura está escrita para una orquesta formada por:
- Viento madera: 3 flautas (una doblando al flautín), 3 oboes (uno doblando al corno inglés), 3 clarinetes (uno doblando al clarinete bajo y otro al requinto) y 3 fagotes (uno doblando al contrafagot).
- Viento metal: 4 trompas, 3 trompetas, 3 trombones y 1 tuba.
- Percusión: timbales, bombo, caja, platillos, tam-tam, triángulo, pandereta, xilófono, glockenspiel y celesta.
- Teclado: piano.
- Cuerda: 1 arpa y una sección de cuerdas con violines I y II, violas, violonchelos y contrabajos.

## Estructura y análisis
La sinfonía consta de tres movimientos:
- I. Largo, en si menor 4
4
- II. Allegro, en 3
8
- III. Presto, en 2
2

La interpretación de esta obra dura aproximadamente 30 minutos. La estructura es inusual ya que se abre con un movimiento largo y en tempo lento, que es introspectivo, lúgubre e intenso. A continuación se ve contrarrestado por dos movimientos más breves y en tempo rápido, que presentan un carácter jovial y ligero. En conjunto, son más cortos que el Largo inicial, y el contraste que presentan su alegría e ingenio confiere a la sinfonía una personalidad un tanto descompensada. Los otros dos movimientos son ambos típicos del compositor y en el espíritu de Prokófiev. Según Pierre-Jean Tribot, comentando la interpretación de Vasili Petrenko:

«La temible Sinfonía n°. 6 es también un gran éxito. ¡El director logra hacer la síntesis entre el tono misterioso y decantado del primer movimiento y la aspereza sarcástica y ácida de los dos últimos! El exigente Largo inicial parece flotar en una ingravidez ya cargada de negros nubarrones que anuncian los dramas históricos por venir, mientras que el Allegro y el Presto finales giran en un ballet de chispas musicales e ironías ácidas.»

### I.Largo
El primer movimiento, Largo, está escrito en la tonalidad de si menor y en compás de 4/4. El tema principal se presenta en las cuerdas graves. Se trata de una melodía musculosa y oscura que se repite de muchas formas durante la exposición. Un nuevo tema aparece finalmente en el corno inglés para lanzar el segundo grupo temático, y luego se vuelve a tocar el material, pero de forma mucho más compacta. Es como una contemplación oscura y trágica. Sus largas frases alargadas parecen evocar un paisaje de desolación o un aterrador vacío sideral, lo que casi le da un carácter de música de las esferas. Toma gran parte de su carácter del anhelo ascendente del tema principal, y utiliza un puñado de ideas melódicas repetidas y revisitadas con variaciones caleidoscópicas para construir una estructura de líneas largas y sin fisuras. La imagen sonora recuerda a menudo a Gustav Mahler, en particular el tema fúnebre introducido por el corno inglés.

### II.Allegro
El segundo movimiento, Allegro, está en compás de 3/8. Se trata de un scherzo de los habituales en el autor, lleno de alegría y humor, pero acaba convirtiéndose en una caricatura. Se inicia como una alegre danza ligera, pero se trata de una alegría pasajera tal y como se refleja en las frases de violín más adelante. Presenta una gran riqueza melódica (gran parte de ella derivada del solo inicial del pequeño clarinete en mi bemol, y de la figura en pizzicato de los violines que lo acompaña), y una gran variedad de estados de ánimo. Una sección intermedia comienza con un tema brusco en los clarinetes y los fagotes sobre un tremolando impulsor en los violonchelos y crece constantemente, llegando a ser muy grande y ominoso antes de alcanzar el clímax en toda la orquesta y decaer en una especie de recapitulación, donde la flauta toca el tema de apertura al revés. La alegría inicial ha desaparecido casi por completo. Algunas frases recuerdan al primer movimiento, lo cual aporta unidad a la obra. Una breve coda cierra el movimiento. Si bien la música y la orquestación suenan a Shostakóvich, el espíritu de Prokófiev parece flotar por encima. Aunque hay cierta tensión y conflicto en la sección central, la impresión que deja este Scherzando es de alegría y buen humor.

### III.Presto
El tercer y último movimiento, Presto, está en compás alla breve aunque luego irá cambiando entre 2/2 y 3/2. El Finale responde a la forma rondó. Empieza con una suerte de galop de music hall exuberante, casi extático en su mayor parte. Se trata de un jugueteo, en gran parte cómico. Incluso la tenue y breve sección central parece ansiosa por devolver las riendas al contagioso buen humor del material principal. Retoma esta aparente alegría que deja imaginar, detrás de la fachada, como un círculo macabro. En la primera parte, los violines galopan a la velocidad del rayo y las maderas y las cuerdas hacen muchos garabatos virtuosos. La velocidad, si no la intensidad, disminuye con el cambio de la métrica binaria a la ternaria, cuando toda la orquesta se turna para martillear enfáticamente una figura de negra. El propio compositor fue bastante enfático al respecto, cargando la partitura de marcas de acento y la instrucción marcatissimo. Esta sección alcanza su clímax y se desvanece en una sección tranquila de ritmo incierto (el compás cambia de dos a tres casi, aunque no del todo, en cada compás), hasta que un violín solista recupera el galope inicial. Llega a una coda estridente y autoconscientemente rocambolesca que suena un poco como un cancán para culturistas en medio de una fiesta de fraternidad. El cierre es uno de los más alegres, coloridos y sencillos escritos por el maestro ruso, en el que no hay ni una sola nota extravagante.
El crítico musical Daniel Hathaway señaló que "los tambores de caja aumentaron el alboroto de sonido brutal en el Scherzo y las referencias a la Obertura de Guillermo Tell y los risueños trombones añadieron una hilarante cualidad burlesca al Finale".

## Recepción de la obra
Según Isaak Glikman en el estreno la obra tuvo una gran acogida, especialmente el Finale cuya interpretación se repitió. Un crítico local alabó a Shostakóvich por liberarse de tendencias formalistas en su nueva sinfonía. No obstante, la recepción por parte de la crítica fue menos entusiasta. Probablemente no ayudó a su acogida el hecho de que la sinfonía se interpretara en el marco de un festival de música soviética de diez días en el que se pudieron escuchar también las cantatas patrióticas Alexander Nevsky de Serguéi Prokófiev y En el campo de Kulikovo de Yuri Shaporin. La pieza fue criticada con posterioridad por su estructura desgarbada y la discordante yuxtaposición de estados de ánimo contrastantes.
Alexander Nevsky de Prokófiev, producto de la tendencia antialemana imperante entonces, que también se estrenó en el mismo concierto, cosechó una gran aclamación. Algunos han considerado que Shostakóvich tuvo suerte de que su sinfonía llamara poco la atención, ya que los censores soviéticos podrían haber señalado el trágico primer movimiento como demasiado cerebral y confuso.

## Discografía selecta
La primera grabación discográfica se produjo en 1940 bajo la batuta de Leopold Stokowski dirigiendo a la Orquesta de Filadelfia.
| Año   | Dirección               | Orquesta                                      | Discográfica       | Formato |
| ----- | ----------------------- | --------------------------------------------- | ------------------ | ------- |
| 1940  | Leopold Stokowski       | Orquesta de Filadelfia                        | Victor Red Seal    | 78 rpm  |
| 1943* | Fritz Reiner            | Orquesta Filarmónica de Nueva York            | Guild              | CD      |
| 1946  | Yevgeny Mravinsky       | Orquesta Filarmónica de Leningrado            | Melodiya           | LP      |
| 1958  | Adrian Boult            | Orquesta Filarmónica de Londres               | Everest            | CD      |
| 1967  | Kiril Kondrashin        | Orquesta Filarmónica de Moscú                 | Melodiya           | CD      |
| 1980  | Guennadi Rozhdéstvenski | Orquesta Sinfónica de la BBC                  | BBC Legends        | CD      |
| 1983  | Bernard Haitink         | Orquesta Real del Concertgebouw               | Decca Classics     | CD      |
| 1986  | Leonard Bernstein       | Orquesta Filarmónica de Viena                 | DG                 | CD, DVD |
| 1988  | Vladímir Ashkenazi      | Royal Philharmonic Orchestra                  | Decca              | CD      |
| 1992  | Mariss Jansons          | Orquesta Filarmónica de Oslo                  | EMI Classics       | CD      |
| 1994  | Mstislav Rostropóvich   | Orquesta Sinfónica Nacional de Estados Unidos | Teldec             | CD      |
| 1994  | Kurt Sanderling         | Orquesta Sinfónica de Berlín                  | Berlin Classics    | CD      |
| 1995  | Rudolph Barshai         | Orquesta Sinfónica de la WDR de Colonia       | Brilliant Classics | CD      |
| 2000  | Andrew Litton           | Orquesta Sinfónica de Dallas                  | Delos              | CD      |
| 2001  | Mark Wigglesworth       | BBC National Orchestra of Wales               | BIS                | CD      |
| 2002  | Valeri Guérguiyev       | Orquesta Kirov                                | Philips Classics   | CD      |
| 2005  | Yuri Temirkánov         | Orquesta Filarmónica de San Petersburgo       | Warner Classics    | CD      |
| 2006  | Oleg Caetani            | Orquesta Sinfónica de Milán Giuseppe Verdi    | Arts Music         | CD      |
| 2008  | Dmitri Kitayenko        | Orquesta Gürzenich de Colonia                 | Capriccio          | SACD    |
| 2010  | Vasili Petrenko         | Real Orquesta Filarmónica de Liverpool        | Naxos              | CD      |
| 2019  | Andris Nelsons          | Orquesta Sinfónica de Boston                  | DG                 | CD      |
| 2022  | Steven Lloyd-Gonzalez   | BBC National Orchestra of Wales               | First Hand         | CD      |
| 2024  | Santtu-Matias Rouvali   | Philharmonia Orchestra                        | Philharmonia       | CD      |

(*) Grabación mono.

## En la cultura popular
Esta obra ha servido de inspiración a artistas musicales de diversos géneros para crear sus propias versiones. Tanto las adaptaciones como las interpretaciones de la pieza original han sido incluidas en multitud de bandas sonoras de películas, programas de televisión, videojuegos, etc.

### Inclusión en bandas sonoras
- 1948 – The Iron Curtain (El telón de acero), film dirigido por William A. Wellman y protagonizado por Dana Andrews y Gene Tierney, en el que se puede escuchar esta sinfonía junto con otras del maestro ruso.
- 1974 – Fall of Eagles, miniserie de televisión británica creada por John Elliot cuyo tema de cierre es la sección central del primer movimiento de la pieza.
- 1994-95 – Legend of the Galactic Heroes, serie de anime japonesa en la que se pueden escuchar varias obras de Shostakóvich y otros compositores clásicos. En concreto algunos movimientos de esta sinfonía se escuchan en los episodios 3x21 (I), 3x25 (II, III), 3x26 (I), 3x27 (II, III).
- 2003 – Mother 3, videojuego cuya banda sonora incluye una pieza inspirada en el Finale de la sinfonía.